# Сканда-варман II
Сканда-варман II (там. இரண்டாம் கந்தவர்மன்) — володар Паллавів.

## Життєпис
Син Кумаравішну I. Висувається гіпотеза щодо тотожності з Будда-варманом I. Посів трон за різними відомостями 350 або 370 року. Втім така суперечність долається згадкою, що Сканда-варман II був співправителям батька ще за його життя. Можливо саме в цей час було запроваджено інститут співволодарів для зміцнення династії. 
Про період панування зберігаються дискусії: раніше його відносини до 200—228 років. Натепер більш правдоподібними вважаються 350—375 або 370—385 роки. Вів війни проти династії Тірайярів на півдні, але без особливого успіху.
Йому спадкував син або брат Віра-варман.